# Mitjà de comunicació de masses

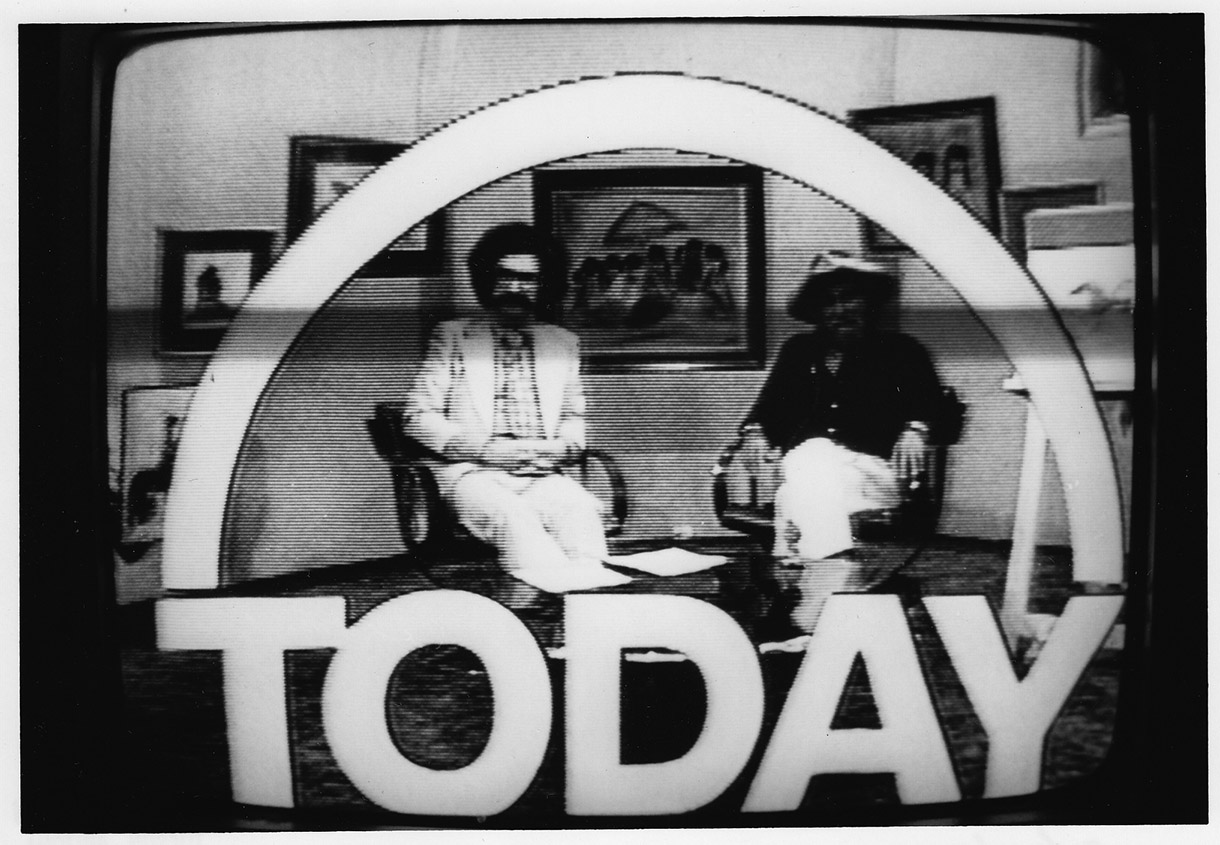
A través d'un aparell televisor, el programa de televisió Today Show, pioner en el seu format, concebut especialment per a una audiència massiva, el 2002 estava al 17è lloc a la llista de programes amb més audiència al món de tots els temps.

Un mitjà de comunicació de masses (en anglès: Mass media) és un terme usat per anomenar el sector dels mitjans de comunicació específicament concebuts i dissenyats per a tenir una audiència el més nombrosa possible, en general mirant de maximitzar aquest paràmetre i no optimitzar-lo.
És el nom que rep la interacció entre un emissor únic (o comunicador) i un receptor massiu (o audiència), un grup nombrós de persones que compleixi simultàniament amb tres condicions: ser gran, ser heterogeni i ser anònim. Els mitjans de comunicació de masses són només instruments de la comunicació de masses i no l'acte comunicatiu en si.
Tot i que en principi un mitjà de comunicació és qualsevol instrument usat per a transmetre i rebre dades, actualment el terme s'usa per a designar uns ens capaços de fer arribar a un gran públic la informació, l'entreteniment o la propaganda. Amb l'establiment d'una xarxa de ràdio a partir de la dècada de 1910 i la generalització de periòdics amb gran tirada es va originar el terme de Mass media, concepte de la dècada de 1920.
La massa dels mitjans de comunicació és una col·lecció diversificada de mitjans tecnologies que arriben a una gran audiència a través de la comunicació de masses. Les tecnologies a través del qual es porta a terme aquesta comunicació inclouen una varietat de punts de venda.
La comunicació de masses és aquella comunicació en la qual els missatges són transmesos públicament, utilitzant medis tècnics, indirectament i unilateralment. Aquesta comunicació provoca que ens dirigim a un públic dispers o col·lectiu.
Per tant, aquesta comunicació crea un imaginari col·lectiu que provoca que tota la població tingui una mateixa idea sobre el que les masses volen que establim, creant un estereotip del qual ha de ser. Així doncs, la indústria cultural genera un imaginari col·lectiu que resideix en la nostra ment, convivint amb una part real, i aquesta part imaginària de la qual ens nodrim i a la qual volem aspirar molt sovint associem amb els estereotips que volem arribar a aconseguir.

## Context

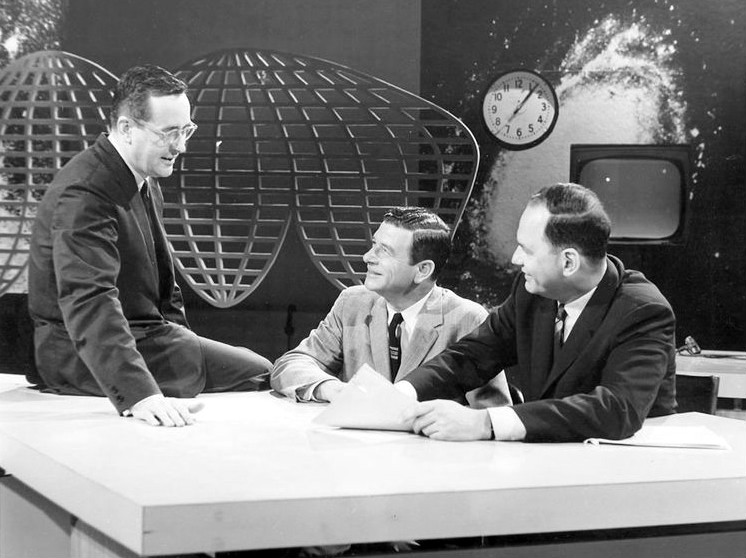
Els anys seixanta van ser clau en la consciència de massa, alhora que es desenvolupava la publicitat i es posaven de moda conceptes com usar i llençar.

Els mitjans de comunicació de masses s'atribueixen a una societat i un model de vida molt concret, com és la societat de masses, que té el seu origen en l'edat contemporània i que es caracteritza per la revolució industrial, que produeix l'abandonament de l'agricultura en favor de la indústria i els serveis, grans moviments demogràfics que inclouen l'èxode rural, i la mecanització del treball, que fa que les màquines substitueixin als artesans. Els grans canvis socials de la societat industrial van acompanyats d'un canvi en la visió individual de la forma de vida, i en els llaços entre les comunitats.

## Etimologia
Els mitjans (el plural del terme «mitjà») són un terme que fa a aquests mitjans organitzats de la difusió del fet, l'opinió, etc.; com per exemple diaris, la publicitat, les pel·lícules de cinema, ràdio, televisió, revistes, la World Wide Web, els llibres, els CD, el DVD, els VCD, els videojocs, vídeos i altres formes de publicar. Aquests són anomenats així per la seva finalitat que és informar i, en alguns casos, entretenir.
A finals del segle 20, els mitjans de comunicació podrien classificar-se en vuit indústries de mitjans de comunicació: llibres, Internet, revistes, pel·lícules, diaris, ràdio, enregistraments, i televisió. L'explosió de la tecnologia de la comunicació digital a la fi del segle XX i principis del XXI es va fer prominent la pregunta: ¿quines formes de mitjans de comunicació s'han de classificar com "mitjans de comunicació"? Això canvia si s'inclouen els telèfons mòbils i jocs d'ordinador. A la dècada del 2000, es va crear una nova classificació:
- Impressió (llibres, fullets, diaris, revistes, etc.) a partir de finals del segle XIX
- Enregistraments (discos de vinil, cintes magnètiques, cassets, cartutxos, CD i DVD) de finals del segle XIX
- Cinema 1900
- Ràdio 1910
- Televisió 1950
- Internet 1990
- Els telèfons mòbils 2000

Cada mitjà de comunicació té els seus propis tipus de contingut, artistes creatius, tècnics i models de negoci. Per exemple, l'Internet inclou blocs, podcasts, llocs web, i diverses altres tecnologies sobre de la xarxa general de distribució. El sisè i setè mitjà de comunicació, Internet i telèfons mòbils, sovint es refereix col·lectivament com els mitjans digitals; i el quart i cinquè, la ràdio i la televisió, com a mitjans de difusió. Alguns argumenten que els videojocs s'han convertit en una forma diferent de cultura de masses dels mitjans de comunicació.
Mentre que un telèfon és un dispositiu de comunicació de dues vies, els mitjans de comunicació es comunica amb un grup gran. A més, el telèfon s'ha transformat en un telèfon mòbil que està equipat amb Internet d'accés. Una pregunta que sorgeix és si això fa que els telèfons mòbils en un mitjà massiu o simplement un dispositiu que s'utilitza per accedir a un mitjà de comunicació (Internet). En l'actualitat existeix un sistema pel qual els venedors i anunciants són capaços d'accedir als satèl·lits, i transmetre els comercials i anuncis directament als telèfons mòbils, no sol·licitats per l'usuari del telèfon. Aquesta transmissió de publicitat massiva per a milions de persones és una altra forma de comunicació de masses.
Els videojocs també poden estar convertint en un mitjà massiu. Videojocs (multi jugador) proporcionen una experiència de joc comú a milions d'usuaris a tot el món i transmetre els mateixos missatges i ideologies a tots els seus usuaris. Els usuaris de vegades comparteixen l'experiència d'uns amb altres en jugar en línia. Excloent l'Internet però, és qüestionable si els jugadors de videojocs comparteixen una experiència comuna quan juguen el joc de forma individual.

## Cronologia
- Segle XV: invenció de la impremta (possiblement el 1450 per Johannes Gutenberg)
- 1605: Johann Carolus es publica a Alemanya el primer diari Relation aller Fürnemmen und gedenckwürdigen Història.
- 1895: Cinema; els germans Lumière van projectar públicament la sortida d'obrers d'una fàbrica francesa a París.
- 1896: Guillermo Marconi va obtenir la primera patent del món sobre la ràdio
- 1896: Alexander Stepànovitx Popov amb un sistema complet de recepció-emissió de missatges telegràfics, va transmetre el primer missatge telegràfic entre dos edificis de la Universitat de Sant Petersburg situats a una distància de 250 m.
- 1928: Primeres transmissions comercials de televisió.

## Història

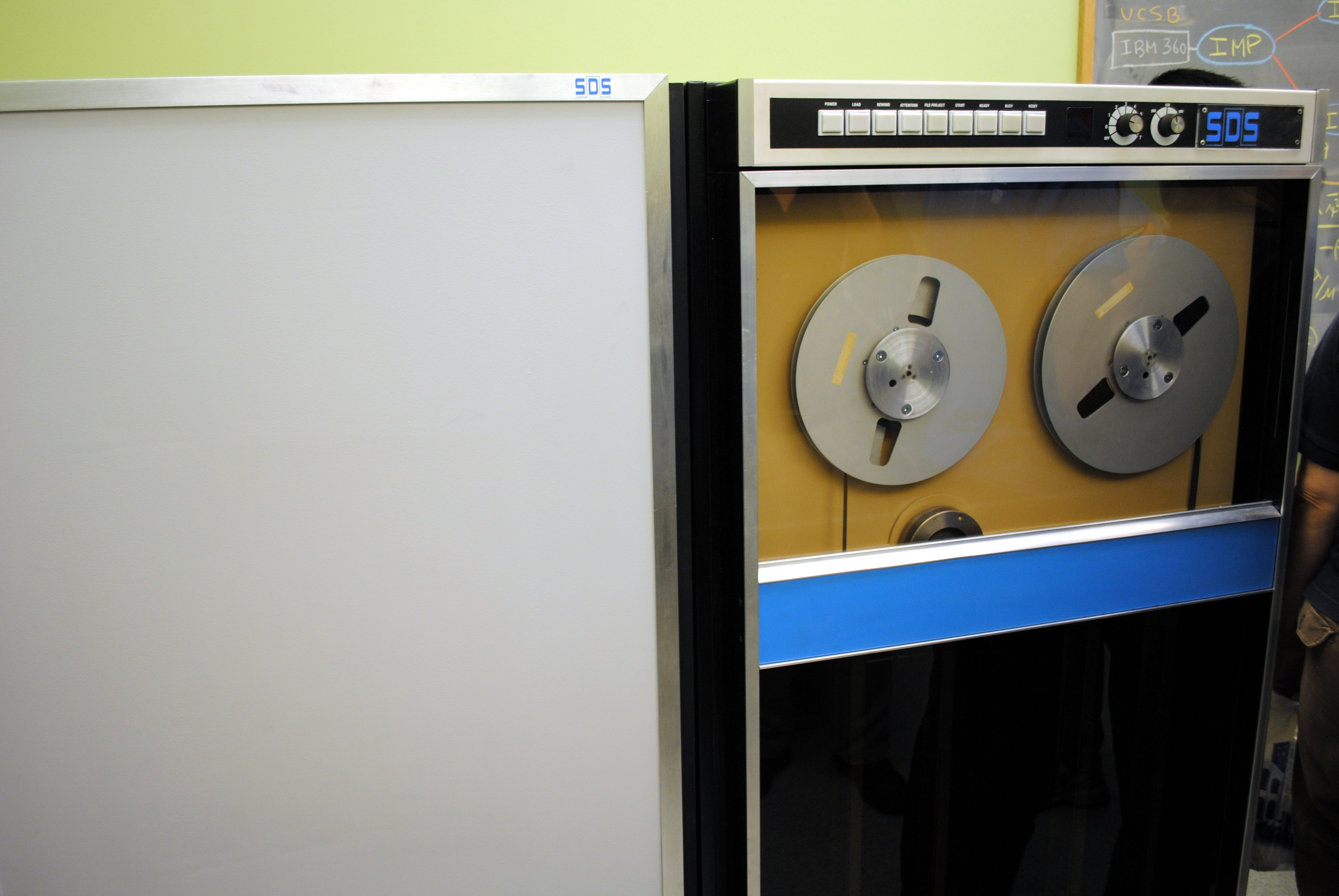
Ordinador amb el qual va ser enviat el primer missatge enviat per internet (aleshores ARPANET), el 1969.

La història dels mitjans de comunicació està molt lligada al desenvolupament de la tecnologia que els fa possibles. El desenvolupament econòmic i tecnològic dels darrers cent anys va portar a poder oferir a un gran públic i a preus progressivament més baixos tota una sèrie de productes adreçats a la comunicació. Des de l'època d'or de la premsa escrita, quan als EUA Els diaris van anar baixant els seus preus, fins a arribar a ser assequibles per a qualsevol treballador, fins a la popularització d'internet. La incidència en la societat d'aquesta nova forma comunicativa ha estat molt diversa, en part ha fet disminuir la comunicació interpersonal directa i també ha facilitat la creació d'una opinió pública. Els mitjans de comunicació de masses avui s'usen en la publicitat i la propaganda política directament o indirecta.

## Bases conceptuals
Des d'una perspectiva filosòfica, el pensador alemany Walter Benjamin, a mitjans dels anys 30, va plantejar les vinculacions que existien entre l'augment de la importància de les masses en l'àmbit sociocultural i els mitjans de reproducció tecnològica. En el seu assaig de 1935, L'obra d'art a l'època de la seva reproductibilitat tècnica, planteja una oposició entre cinema i art, basant-se en el la disrupció que va implicar en el panorama artístic el fet que la fotografia i el cinema es poguessin reproduir tècnicament de forma massiva. Malgrat que avui en dia el mass media estigui conformat per un conjunt molt més ampli de mitjans de comunicació digitals, el filòsof alemany va observar les bases i les implicacions estètiques del que avui coneixem com a mitjans de comunicació de masses.
En el seu assaig, Walter Benjamin vinculava l'oposició entre cinema, en tant que mass media, i art, en tant que procés estètic no reproduïble tècnicament, a l'oposició entre els models culturals de la burgesia i del proletariat, tot defensant la vàlua del mass media des d'una perspectiva marxista. La possibilitat que les grans capacitats d'aquests mitjans es posessin al servei del sistema capitalista, i no de la classe treballadora, era una qüestió preocupant per Benjamin. Lectures posteriors de la seva obra com Dialèctica de l'Il·luminisme (1944), d'Adorno i Horkheimer, van plantejar el caràcter nociu d'aquests mitjans de masses i van analitzar la "correlació dialèctica del feixisme i del capitalisme liberal", les produccions culturals dels quals eren inseparables del poder de les grans corporacions. Els dos pensadors de l'escola de Frankfurt, van observar també que la contínua proliferació de nous mitjans aniria unida a la "comodificació" universal i a la dominació, tots dos valors vinculats a una cultura de consum que en aquell moment reflectia el cinema, però que ràpidament es veuria liderada per la televisió.

## Objectius
El propòsit principal dels mitjans de comunicació és, precisament, comunicar, però segons el seu tipus d'ideologia poden especialitzar-se en; informar, educar, transmetre, entretenir, formar opinió, ensenyar, controlar, etc.
La finalitat d'aquests mitjans de comunicació podria ser, segons la fórmula encunyada específicament per a la televisió, formar, informar i entretenir al públic que té accés. Atenent als interessos que defensen, busquen el benefici econòmic de l'empresari o grup empresarial que els dirigeix, habitualment concentrat en grans grups de comunicació multimèdia, i influir en el seu públic ideològicament i mitjançant la publicitat. Tots els ciutadans del món estan exposats a uns o altres mitjans, que resulten indispensables com a eina de comunicació i presència pública per a tot tipus d'agents econòmics, socials i polítics.
Cal distingir, d'una banda, els mitjans com a institucions sociopolítiques, i per una altra, els continguts com a material simbòlic format per diferents tipus de missatges, distingint dins d'aquests entre informació i opinió pública, entreteniment i ficció, i publicitat i propaganda. Dins d'aquests continguts es veu reflectit el grau d'influència, terme que s'ha d'entendre des d'una situació social de la vida col·lectiva on els subjectes de qualsevol grup estan obligats a relacionar-se per cooperar, de manera que és imprescindible que hi hagi influència d'uns sobre altres a haver d'adaptar entre si.
Per a la gran influència en l'opinió i els hàbits de la gent, són l'objectiu de governs i empreses. Han ajudat de manera decisiva al procés de globalització, ja que permeten que qualsevol persona pugui accedir a informació de qualsevol lloc en qualsevol moment, i cada vegada amb més rapidesa, pel que han col·laborat en l'expansió i estandardització dels gustos culturals de la població mundial. Són objecte d'estudi de disciplines molt diverses, des de la sociologia fins a l'economia, passant per l'art i la filosofia.
La idea d'influència implica la utilització, per part de l'influenciador, de recursos suficients per imposar el seu criteri i voluntat pròpia sobre el destinatari o influenciat. Es tracta d'un mecanisme, bé de reforç d'actituds, o bé de possibilitat de canvi d'actituds i comportaments, que fins i tot pot afectar els valors i creences col·lectives, de grups reduïts o amplis (nacions). Encara que els processos d'influència social i cultural tenen estretes relacions amb l'exercici efectiu del poder, es caracteritzen per l'absència de coacció i fins i tot d'amenaça. El poder sempre es va caracteritzar per la seva capacitat i recursos per influir socialment; que en la societat de masses s'intensifiquen.

## Característiques
Els mitjans de comunicació fan possible que moltes relacions personals es mantinguin unides o, almenys, no desapareguin per complet. Qui posseeixi l'ús dels mitjans té poder, per exemple, pot generar un determinat tipus de consciència sobre una mena de producte, és a dir, pot generar la seva pròpia demanda, ja que els mitjans moltes vegades compleixen la funció de formadors d'opinió (propaganda). Llavors, són mitjans de màrqueting per a arribar a un gran nombre de persones. També arriba a gent nombrosa la manipulació de la informació i l'ús de la mateixa per interessos propis d'un grup específic. En molts casos, tendeix a formar estereotips, seguits per moltes persones gràcies a l'abast que adquireix el missatge en la seva difusió, com succeeix al generalitzar persones o grups.

## Classificació
Degut a la complexitat dels mitjans de comunicació, Harry Pross (1972) ha separat aquests en tres categories, a partir del seu grau tècnic. El 1997 Manfred Faßler va contribuir amb una nova categoria, quedant així la classificació següent:
- Mitjans primaris (mitjans propis): La comunicació és directa, sense mitjans, és presencial i està lligada al cos humà. No necessiten l'ús de cap tecnologia. Exemples: Narrador, capellà, teatre. Vegeu comunicació verbal i comunicació no verbal.
- Mitjans secundaris (objectes): Necessiten l'ús de tecnologies del costat del productor de continguts. El receptor de la informació necessita disposar directament de l'objecte que conté la comunicació però no necessita cap eina, màquina ni sistema per descodificar-la. Exemples: llibre, diaris, revistes, etc.
- Mitjans terciaris (màquines): Necessiten l'ús de tecnologies diferents del costat del productor de continguts i del receptor. El receptor necessita disposar d'un mitjà, màquina o sistema general que li permeti accedir als continguts de comunicació. Exemples: ràdio, televisió, tocadiscs de música, etc.
- Mitjans quaternaris (mitjans digitals): Permeten tant la comunicació sincrònica com asincrònica i la interacció. Necessiten l'ús de tecnologies semblants del costat del productor de continguts i del receptor. La divisió d'aquests últims (productor i receptor) tendeix a desaparèixer. Els mitjans quaternaris o mitjans digitals són part dels de vegades anomentas "nous" mitjans de comunicació.

## Aparells de comunicació massiva
Els objectes, màquines i sistemes més habituals per a ús de comunicació massiva són:

### Transmissió visual

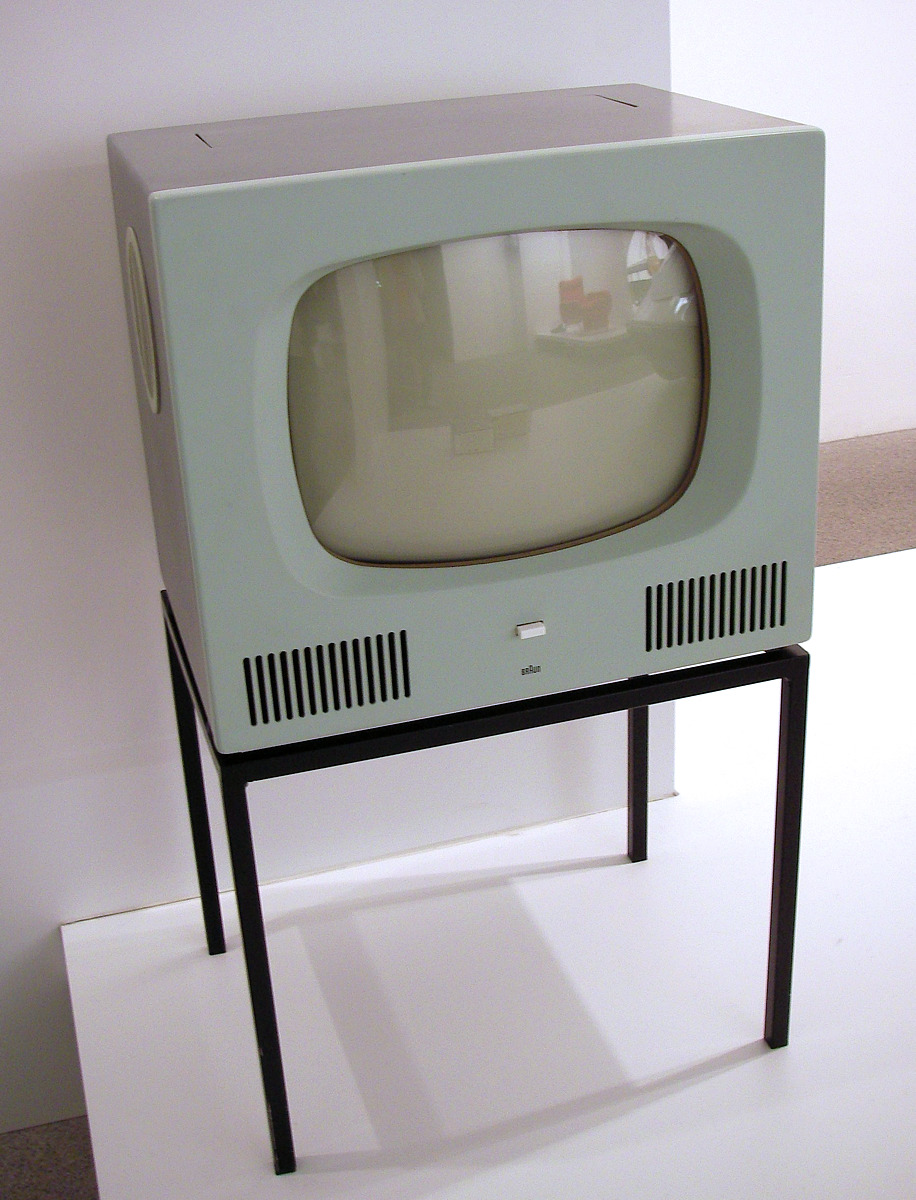
La televisió és un mitjà de comunicació (Televisor Braun HF 1, Alemanya, 1958).

#### Televisió
La televisió és un sistema de telecomunicació per a la transmissió i recepció d'imatges en moviment i so a distància. Aquesta transmissió pot ser efectuada mitjançant ones de ràdio per xarxes especialitzades de televisió per cable. El receptor dels senyals és el televisor. La paraula "televisió" és un híbrid de la veu grega "Tele" (distància) i la llatina "visio" (visió). El terme televisió es refereix a tots els aspectes de transmissió i programació de televisió. A vegades s'abrevia com TV. Aquest terme va ser utilitzat per primera vegada a 1900 per Constantin Perski al Congrés Internacional d'Electricitat de París (CIEP).
La televisió té una sèrie de característiques que li atorguen un important grau d'influència. Doncs la televisió en si mateixa com diria Marshall McLuhan és més que mig missatge. Per la seva expressivitat, per la conjunció d'imatges i sons. Que apropen la realitat com no ho fa cap altre mitjà. Quan en els anys 70 va néixer la televisió a color es van multiplicar les vendes i ja era rar que no hi hagués un televisor en cada llar que explicarà el que passava al món. Això porta a la gran incògnita a la coneguda frase de està passant t'ho estem explicant i el que no ens expliquen no està passant? Doncs segons molts experts com George Gerbner els mitjans ens expliquen i ens configuren la realitat, seleccionen que és el que hi ha fora. En aquests últims mesos hem pogut veure un clar exemple Què ha passat amb el terratrèmol de Xile? Tothom es va sensibilitzar amb Haití. Va ocupar pàgines i milers d'hores de televisió, va aconseguir shares molt alts. I clar quan va arribar el terratrèmol de Xile la televisió, els mitjans i el públic estaven molt saturats de terratrèmol. Per tant, Xile es va quedar en un racó de la realitat i de la consciència pública
Com diria aquest mateix autor la televisió és el mitjà que conrea a tots els membres d'una comunitat en una visió global del món. El cultiu del que parla Gerber depèn del temps d'exposició al mitjà quan més dependència tinguem de la televisió major poder tindrà aquesta de modelar-nos la idees de manera particular, però són idees que van a parar i a formar l'Opinió pública d'una comunitat.

#### Cinema
La comunicació de masses consisteix en el fet que una determinada informació pugui arribar a una gran quantitat de gent. Aquest tipus de comunicació només és possible amb la utilització d'un mitjà tècnic i, un d'aquests mitjans és el cinema. Aquest és el clar exemple de que les tecnologies aplicades a la comunicació ens permeten comunicar-nos a una distància espaial cada vegada més gran i que els artificiosos canals de comunicació també superen la limitació del temps, l'emissor i el receptor no cal que coincideixin en el temps per a poder comunicar-se.
Hem de tenir clar que aquesta comunicació crea un imaginari col·lectiu més uniforme entre la població, i per tant, aquesta pot disposar d'una visió semblant relacionada amb alguns temes, fet que pot comportar aspectes molt positius per a les societats però també de negatius.
Els mitjans com el cinema no només son concebuts o contemplats com a instruments, mitjans o infraestructures que s’encarreguen de produir, transportar o emmagatzemar missatges, sinó també com a mitjans de gran influència i de poder.
El cinema va ser des dels seus inicis un transmissor d'idees de potencial inestimable. Per això, els grups de pressió polítics, religiosos, o funcionaris dels governs, van estar-hi molt al tant, i amb molta freqüència es van aprofitar d'aquest poder i influència del cinema mitjançant la censura. Es van denunciar, tallar i suprimir pel·lícules, o es van realitzar actes contra sales que emetien determinades pel·lícules en contra d'interessos polítics o religiosos. Els governs, en l'àmbit polític, foren molt proclives a combatir el cinema que es considerava contrari als seus plantejaments polítics i ideològics.
En els cinemes també existia una “classificació” o censura d'un altre tipus. Els exhibidors i els seus empleats de sales de cinema tenien una vigilància policial constant per a que ningú visiones en una pel·lícula que no era de la seva edat. Certament, vivim immersos en censures de tot tipus, literaria, cinematogràfica, moral i política, les quals, durant molts anys, també ha estat impregnades a mitjans de comunicació de masses com el cinema.
L'any 1898, l'escena de 18 segons de “El beso” d'Edison, va escandalitzar la sociedad puritana. Aquesta visió va posar les bases en certs sectors, com l'amenaça als valors tradicionals que representaven el cinema en la societat de principis del segle xx.

### Àudio

#### Ràdio
La ràdio és una tecnologia que possibilita la transmissió de senyals sonors mitjançant la modulació d'ones electromagnètiques. En l'actualitat existeix una ampla xarxa de ràdios a tot el món, que transmeten programacions de caràcter informatiu o d'entreteniment. Es tracta d'un mitjà d'abast limitat, ja que la distància màxima a què una emissora de ràdio pot emetre el seu senyal depèn de factors geològics i del tipus d'ona electromagnètica que utilitza.

### Mitjans impresos

#### Llibre

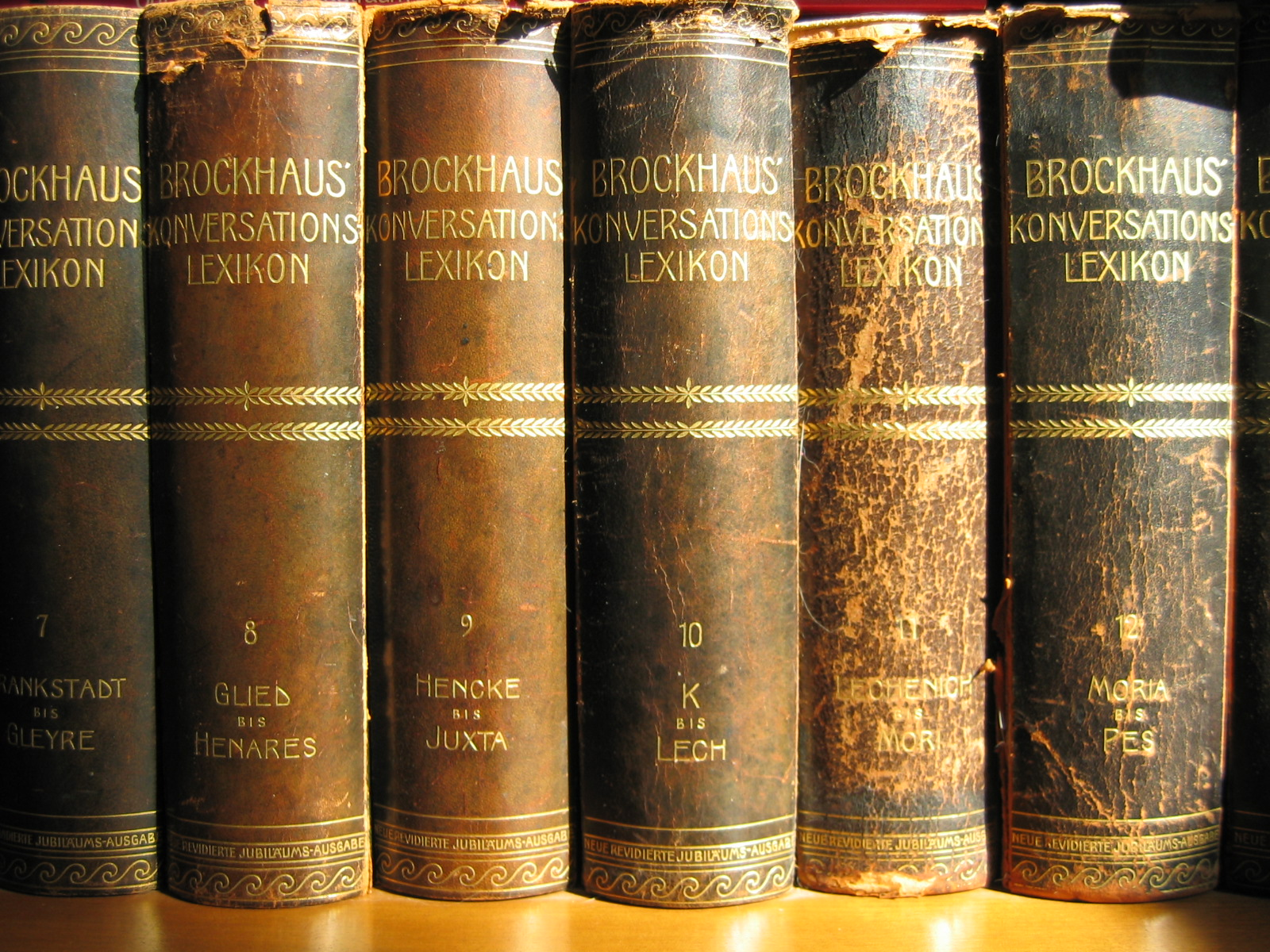
Brockhaus Konversations-Lexikon, 1902

Un llibre és una col·lecció d'un o més treballs escrits, usualment imprès en paper i embolicat en tapes per protegir i organitzar el material imprès. És un dels mitjans de comunicació més antics que existeixen, i n'hi ha sobre diferents temes selectes. Els llibres produïts en format electrònic es coneixen com a e-books.

#### Premsa
La premsa és un mitjà editat en paper, normalment amb una periodicitat diària o setmanal, la funció principal de la qual consisteix a presentar notícies. La premsa, canalitzada a través dels periòdics, acostuma a defensar una postura política més o menys marcada (o seguir una "línia editorial"), proporcionar informació sobre fets d'actualitat, aconsellar els lectors, etc. De vegades inclouen tires còmiques, acudits, articles literaris, suplements monogràfics... En gairebé tots els casos i en diferent mesura, els seus ingressos econòmics es basen en la publicitat. És qualificat com el mitjà de comunicació més influent en matèria d'opinió.

#### Revista
Una revista és una publicació periòdica que conté una gran varietat d'articles, generalment finançada per publicitat i/o compra per part dels lectors.
Les revistes es publiquen generalment cada setmana, quinzena, mes, de forma bimestral o trimestral, amb una data en la coberta més avançada que la data en què realment s'està publicant. Sovint s'imprimeixen en color en paper estucat, i estan lligats amb una tapa tova.
Les revistes es divideixen en dues grans categories: les revistes de consum i revistes de negocis. A la pràctica, les revistes són un subconjunt de periòdics, diferents de les publicacions periòdiques produïdes per editorials, interessos científics artístics, acadèmics o especials que són només de subscripció, més cares, limitades a nivell de difusió i que sovint tenen poca o cap publicitat.
Les revistes es poden classificar com:
- Revistes d'interès general (per exemple, India Today, The Week, The Sunday Times, etc.)
- Revistes d'interès especial (dones, esports, negocis, busseig, etc.)

### Internet
Internet és un sistema d'interconnexió de xarxes de computadors, implementat sobre un conjunt de protocols i codis informàtics anomenats TCP / IP, i garanteix que xarxes físiques heterogènies funcionin com una xarxa (lògica) única. Fa la seva aparició per primera vegada el 1969. La seva presència actual a gairebé tot el món fa d'Internet un mitjà massiu, on cadascú pot consultar les edicions digitals dels periòdics, escriure segons les seves idees en blogs i fotologs o pujar material audiovisual com en el popular lloc YouTube. Alguns diuen que això converteix en els principals actors de la Internet als propis usuaris.

#### Blogs
Un blog és una aplicació d'internet a la qual una persona fa entrades regulars de comentaris, descripcions d'esdeveniments, imatges o vídeos, per exemple, i altres persones hi poden accedir, però no modificar-lo. Les entrades es mostren normalment en ordre cronològic invers, on la majoria dels últims llocs es mostren a la part superior. Molts blocs proporcionen comentaris o notícies sobre un tema en particular, mentre que altres funcionen com diaris en línia més personals. La capacitat perquè els lectors deixin comentaris en un format interactiu és una part important de molts blocs. La majoria dels blocs són sobretot textuals, encara que alguns se centren en l'art (artlog), fotografies (fotoblog), sketchblog, vídeos (vlog), música (MP3 blog), àudio (podcasting) formen part d'una xarxa més àmplia de mitjans de comunicació social. El microblogging és un altre tipus de blocs que es compon dels blocs amb missatges molt curts.

#### RSS
RSS és un format per a la sindicació de notícies i el contingut dels llocs de notícies similars, inclosos els principals llocs de notícies com Wired, llocs de la comunitat de notícies orientades com Slashdot, i els blocs personals. És una família de formats de fonts web utilitzada per a publicar contingut actualitzat amb freqüència, com ara entrades de blocs, titulars de notícies i podcasts. Un document RSS (que es diu un "avanç" o "agregador web" o "canal") conté un resum del contingut d'un lloc web associat o el text complet. RSS fa possible que les persones a mantenir-se al dia amb els llocs web de manera automàtica que es poden abocar en els programes especials o mostrar filtrats.

#### Podcast
Un podcast és una sèrie d'arxius de mitjans digitals que es distribueixen a través d'Internet utilitzant feeds de sindicació per a la seva reproducció en reproductors multimèdia portàtils i ordinadors. El terme podcast, com la difusió, pot referir-se tant a la sèrie de contingut en si o el mètode pel qual és sindicat, aquesta última també es diu podcasting. L'amfitrió o l'autor d'un podcast s'anomena sovint un podcaster.

### Mitjans a l'aire lliure
Els mitjans de comunicació a l'aire lliure és una forma de mitjans de comunicació que comprèn cartells, rètols, cartells col·locats a l'interior i l'exterior dels edificis comercials o elements com botigues, autobusos, cartelleres voladores (signes de remolc d'avions), dirigibles i publicitat aèria. Molts anunciants comercials utilitzen aquest tipus de mitjans de comunicació en la publicitat en els estadis esportius.

## Les masses com a públic
Alguns escriptors consideren al gran públic com alguna cosa mític i poc realista. Robert O'Hara, per exemple, en el seu llibre Media for the millions, anomena el públic massiu una de les grans fal·làcies de la comunicació de masses. En diversos dels seus llibres Ayn Rand afirma que els membres individuals del públic són reals, però els públics massius són irreals. Malgrat aquest escepticisme, moltes persones consideren que el concepte de gran públic té raó de ser i tal vegada és la classe de públic en què més es pensa quan es parla de públic massiu. Els membres d'aquest públic general i amorf no se senten relacionats amb altres membres amb els quals tenen poc o res en comú. Entren en contacte amb els mitjans de comunicació d'una forma atomitzada i personal sense tenir una sensació de companyerisme amb els altres. En aquest sentit els membres del gran públic són més independents o individualistes en el seu contacte i en la seva resposta als mitjans massius de comunicació que el segon tipus de públic massiu.
El públic especialitzat, malgrat que està dispers i fins a cert punt és anònim i heterogeni, està compost per persones que sí que tenen interessos comuns i orientacions polítiques i ideològiques semblants que els porten a buscar missatges similars. Poden estar relacionats amb certes característiques psicològiques com el desig de veure's lliures de l'autoritat. Gustave LeBon va anomenar a aquests grups multituds psicològiques, que ja no estan necessàriament localitzades en algun lloc, però tenen motivacions semblants. Per a l'autor les masses creen un moviment col·lectiu que és irracional i violent; planteja una por cap a les masses.
Curiosament, no es detecta un excessiu control del contingut dels mitjans per part de l'audiència. Actualment a Espanya, el control de l'opinió pública se centra en l'horari infantil, que podria prendre's més aviat com una iniciativa de l'Estat. Els mitjans solen justificar la seva programació amb la demanda de l'audiència, quan aquesta rares vegades es produeix explícitament. Es mesura el share que obtenen les programacions, però això només serveix per saber quin nivell d'acceptació té la programació que s'ofereix a l'audiència; és a dir, es tracta de triar entre el que hi ha (Vegeu també Màxima audiència).
Per tant, malgrat el debat permanent sobre si es consumeix telebrossa, el receptor no sembla haver realitzat cap pas realment significatiu. Participen en les enquestes, voten des del mòbil o per telèfon i segueixen qualsevol procediment que se'ls proposa. L'anàlisi crítica ha quedat en la iniciativa d'alguns mitjans, que ho proposen a la seva audiència, sovint a través de l'humor.

## Els mitjans com a poder
Les funcions atribuïdes als mitjans de comunicació de masses són teòricament formar, o educar, és a dir, tenir continguts específics la finalitat dels quals sigui l'adquisició de coneixements per part de l'espectador, a més d'informar o donar a conèixer tot allò que pugui ser rellevant per al públic i aquest hagi de conèixer. Aquest aspecte té una "gran transcendència en el desenvolupament i conformació d'una societat" fent que tinga caràcter de poder. La funció exercida pels mitjans de comunicació d'ésser intermediàries accentua el seu caràcter de poder amb la incapacitat de l'individu de comprovar si diuen la veritat més l'escassa pràctica de contrastar la informació rebuda a través d'aquests.
En molts països el dret a la informació té rang constitucional, el seu titular és el públic i el seu administrador els mitjans de comunicació, per la qual cosa els mateixos textos constitucionals preveuen que disposin de la llibertat de premsa, una de les lligades a la llibertat d'expressió.
Els límits d'aquests drets i llibertats solen fixar-se que la informació sigui veraç i que no s'immiscueixi al dret a l'honor o al dret a la intimitat; encara que tals límits són imprecisos i són objecte de debat. De fet, els mitjans de comunicació han passat a considerar-se el quart poder, juntament amb els tres poders clàssics del constitucionalisme. No té una plasmació formal, ni és objecte d'elecció popular (a part de la sanció del seu èxit o fracàs en audiència), i és per tant un poder informal, com ho són els anomenats poders fàctics, i és un els components fonamentals en el qual s'ha vingut a definir com poder tou (soft power), que és el mitjà més eficaç de manifestació del poder en el món actual. El control del seu exercici per part dels poders estatals de vegades és acusat de censura o d'intents de control. En la major part de les democràcies modernes s'opta per l'autoregulació dels propis mitjans (deontologia professional periodística), que únicament s'enfronten a la responsabilitat penal o civil davant la justícia.
D'altra banda, la desinformació i la manipulació informativa són constants des dels inicis de la premsa (l'anomenada premsa groga, groguisme o sensacionalisme és una manifestació evident, però poden executar pràctiques desinformatives i manipuladors en mitjans "no groguistes".), com van exemplificar les campanyes de premsa de William Randolph Hearst, que va aconseguir la implicació dels Estats Units a la Guerra de Cuba (1898). Els totalitarismes del període d'entreguerres (feixisme, nazisme i estalinisme) van destacar per l'eficaç ús dels mitjans de comunicació de masses per a la seva propaganda (expressió que té el seu origen en la Propaganda Fides, una institució vaticana dedicada a la difusió de la fe catòlica).
L'empresari dels mitjans de comunicació sempre ha tingut en la defensa dels seus interessos (econòmics, socials, de grup de pressió) la seva principal motivació, a part del benefici propi de qualsevol activitat econòmica i del prestigi social que dona el protagonisme d'aquesta activitat en concret, a aquests interessos individuals, se sol habitualment superposar la defensa d'una ideologia (política, religiosa o fins i tot estètica). La motivació ideològica està present (de manera més o menys oberta) en tots els mitjans, és la motivació definitòria i expressa de l'anomenada premsa de partit: institució pròpia del segle xix i la primera meitat del segle xx, i que va entrar en crisi a la segona meitat del segle XX fins a pràcticament convertir-se en marginal en gairebé tots els països, excepte en els règims de partit únic. El fet que la publicitat sigui el principal ingrés econòmic dels mitjans, els vincula a l'economia general i als punts de vista i interessos dels grans grups econòmics, entre els quals també hi ha els mateixos grups de comunicació.
La resposta per part dels grups socials o tendències polítiques minoritàries se sol anomenar contrainformació, i ha experimentat un gran desenvolupament amb l'ús de les xarxes socials que permeten Internet i la telefonia mòbil (per exemple, en la difusió viral de notícies i la convocatòria més o menys espontània de manifestacions), el que s'ha arribat a denominar el cinquè poder.
Els mitjans de comunicació són també una forma de control, de dos tipus per E.A. Ross: coactives i persuasives. Les coactives tenen relació amb pràctiques socials i institucions denominades pròpiament de control, ja que es basen en la força directa: el sistema jurídic legal i policial, les forces armades, de propaganda i contrapropaganda. les formes persuasives es relacionen amb les pràctiques de comunicació i informació, tant a nivell interpersonal com institucional i de difusió pública. En l'àmbit del control persuasiu destaquen els següents aspectes de transmissió: tipus d'informació, classe d'agenda sobre la qual s'informa, característiques de l'edició i programació i dels codis predominants, i fins i tot aspectes profunds com les concepcions del temps i de la història que es transmeten.
Altre investigador argumentà que l'ús del llenguatge que es fa als mitjans de comunicació suposa un instrument per a controlar el pensament humà, de manera idèntica a la inventada Novaparla per George Orwell a la novel·la 1984.

## Model de negoci als mitjans de comunicació
Una dels aspectes observats als grans mitjans de comunicació és la subordinació d'aquests a poderosos grups empresaris. En alguns països es dona que grups econòmics són amos d'extensos mitjans informatius, com és el cas del Grup Clarín a l'Argentina o Televisa a Mèxic. D'aquesta manera, d'acord amb interessos econòmics, polítics i socials, els multimèdia són utilitzats per a la consecució d'objectius que transcendeixen la comunicació objectiva. Com a forma de contrarestar aquesta subordinació han sorgit xarxes d'informació autodenominats independents, socials o col·lectius sense ànim de lucre i basats en voluntaris. Entre els més conegut es troba Indymedia.
Des de l'educació en comunicació s'intenta portar una mirada crítica i reflexiva cap als mitjans de comunicació des de l'escola.